# Polyommatus hamadanensis
Agrodiaetus hamadanensis is een vlinder uit de familie van de Lycaenidae De wetenschappelijke naam van de soort is voor het eerst gepubliceerd in 1959 door Hubert de Lesse.
De soort komt voor in Iran.